# Sagowiec odwinięty
Sagowiec odwinięty (Cycas revoluta Thunb.) – gatunek roślin należących do klasy sagowców i rodziny sagowcowatych. Zasięg naturalny obejmuje południową Japonię. Popularna roślina ozdobna, w środkowoeuropejskich warunkach klimatycznych uprawiana jako roślina doniczkowa.

## Morfologia
PokrójRoślina o bardzo regularnym pokroju. Korona ciemnozielonych liści wyrasta ze szczytu pękatego pnia. Rośnie bardzo wolno (wypuszcza 1–2 nowe liście rocznie). Osiąga wysokość 6–7 m po 50–100 latach.
PieńU młodych roślin zagłębiony w gruncie, z wiekiem rośnie wolno w kłodzinę o średnicy 20 cm i wysokości do 7 m. Pień może się rozgałęziać, na szczycie każdego odgałęzienia wytwarzając pióropusz liści.
LiścieCiemne i soczyście zielone, pierzasto podzielone liście tworzą rozetę na szczycie pnia. Osiągają 50-150 cm długości w wieku reprodukcyjnym (w uprawie doniczkowej zwykle 50–60 cm). Skupione i wąskie listki mają 8–18 cm długości i podwinięte brzegi (stąd nazwa gatunku). Listki u nasady liścia przekształcone są w ciernie. Ogonek liścia ma 6–10 cm długości i okryty jest drobnymi kolcami.
Organy zarodnionośneJak wszystkie sagowce, także i ten gatunek jest dwupienny. Okazy męskie wytwarzają szyszkowate skupienia mikrosporofili, okazy żeńskie wykształcają grupę makrosporofili. W uprawie domowej nie kwitnie.

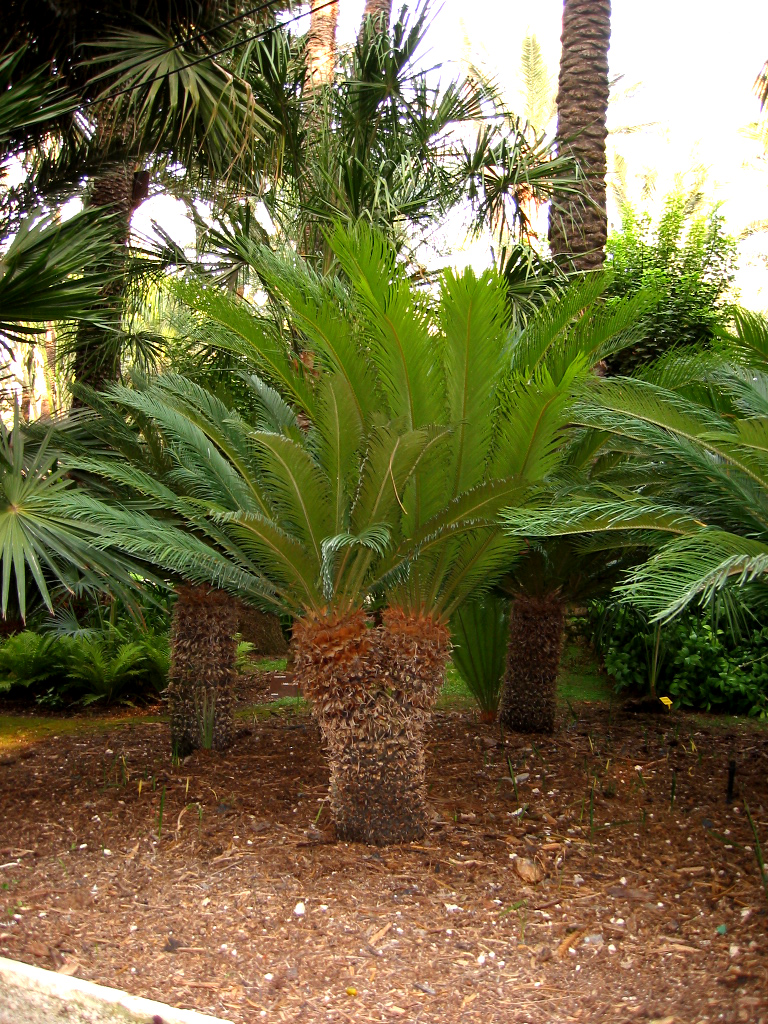
Pokrój starszego sagowca
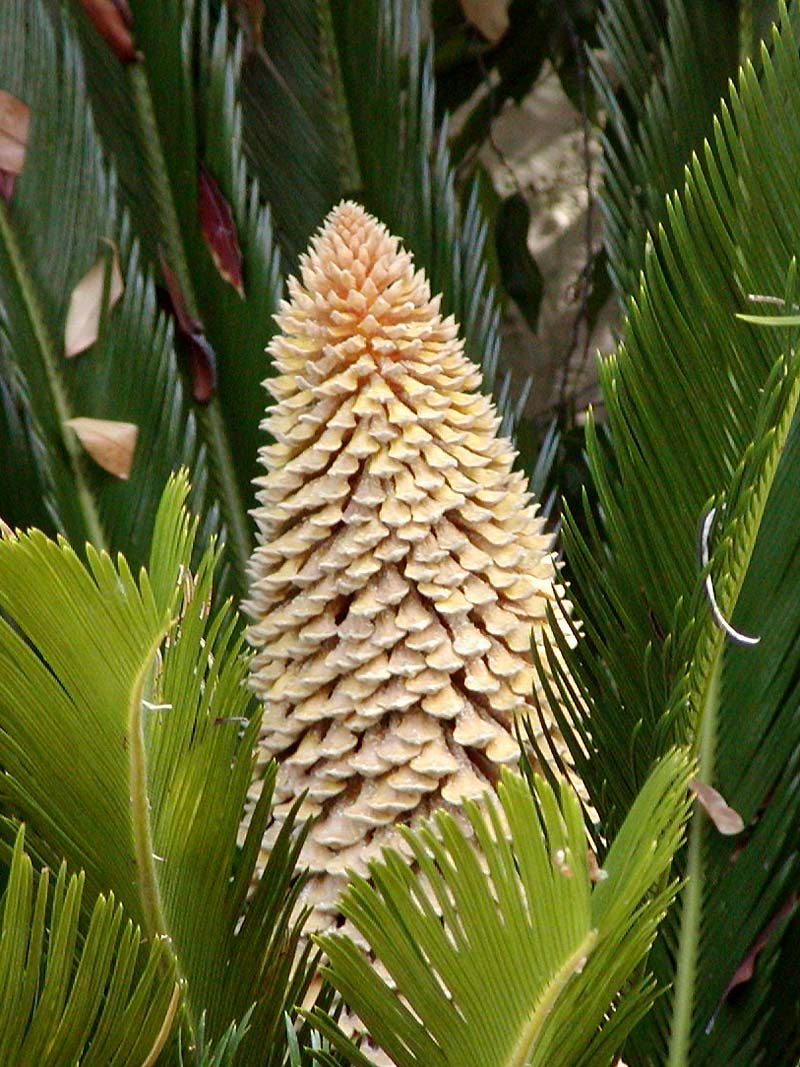
Szyszka męska
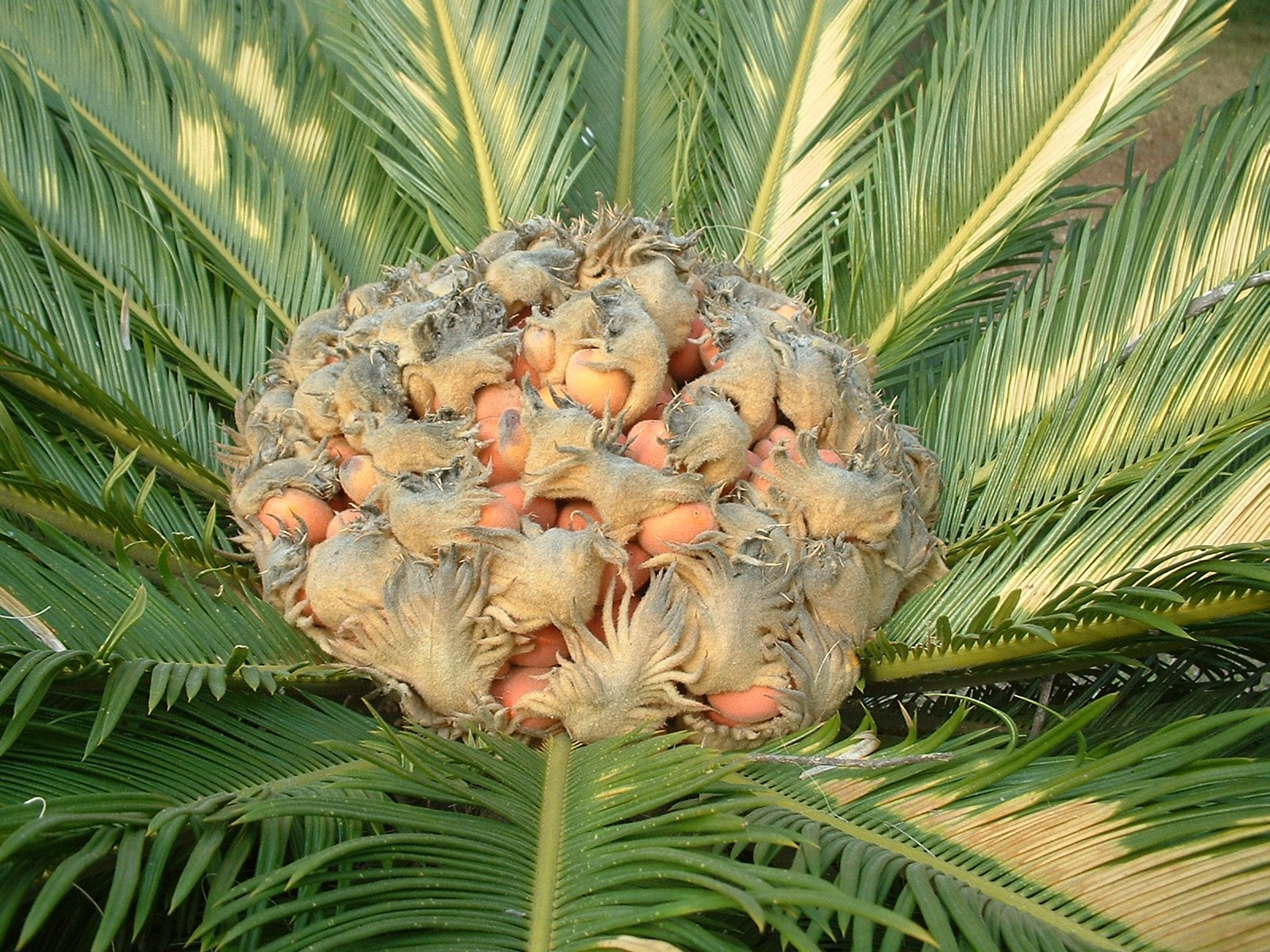
Szyszka żeńska
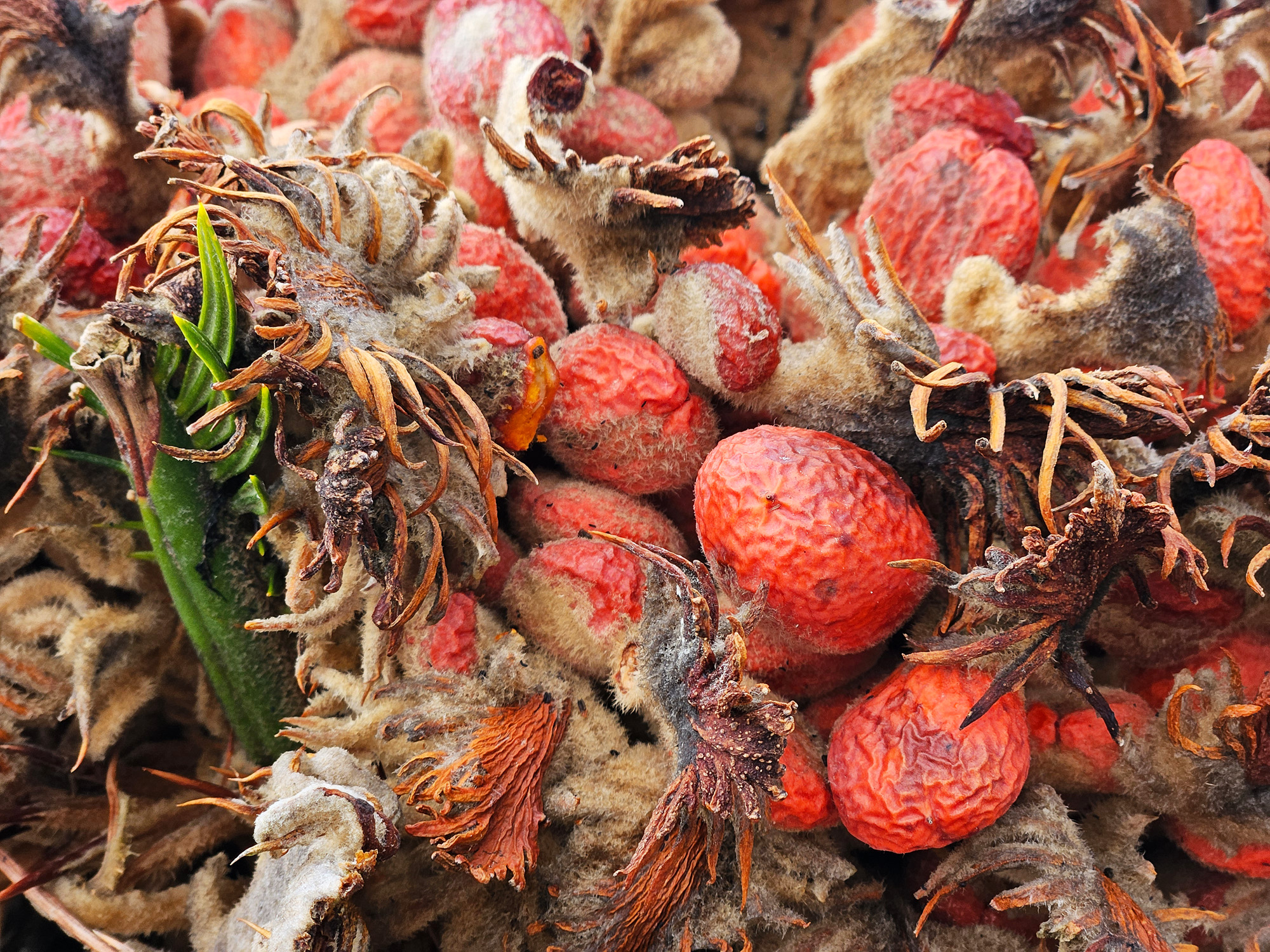
Szyszka z nasionami
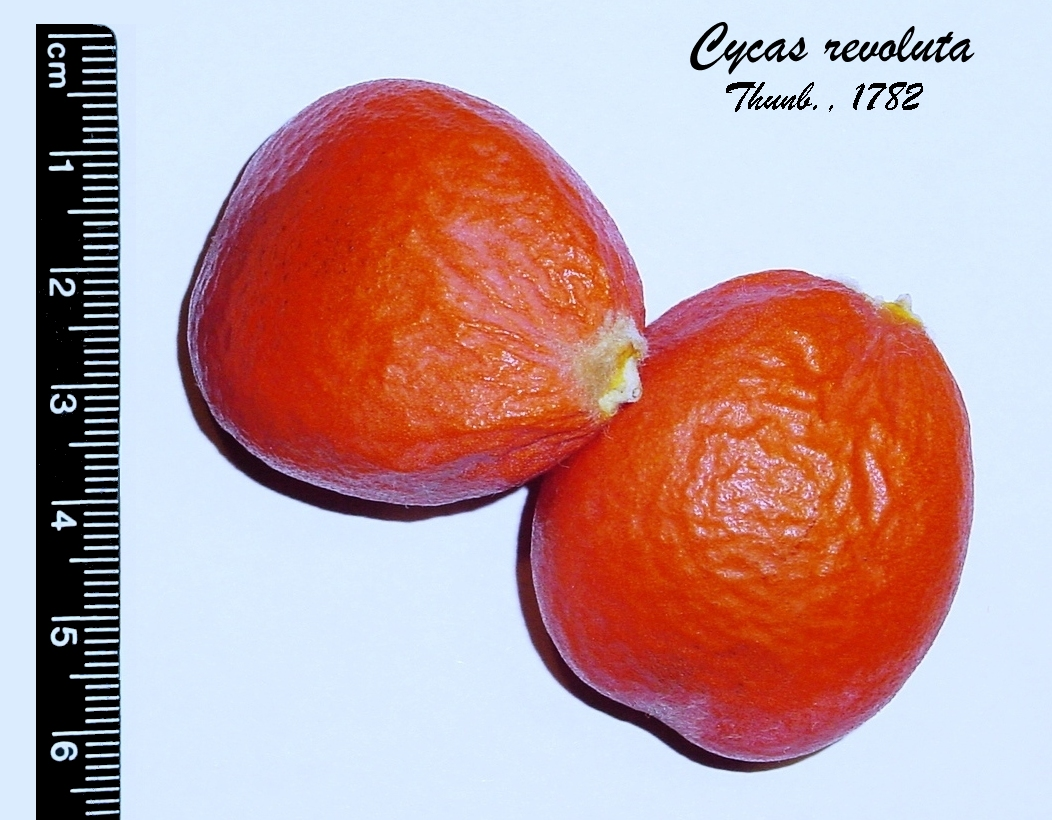
Nasiona
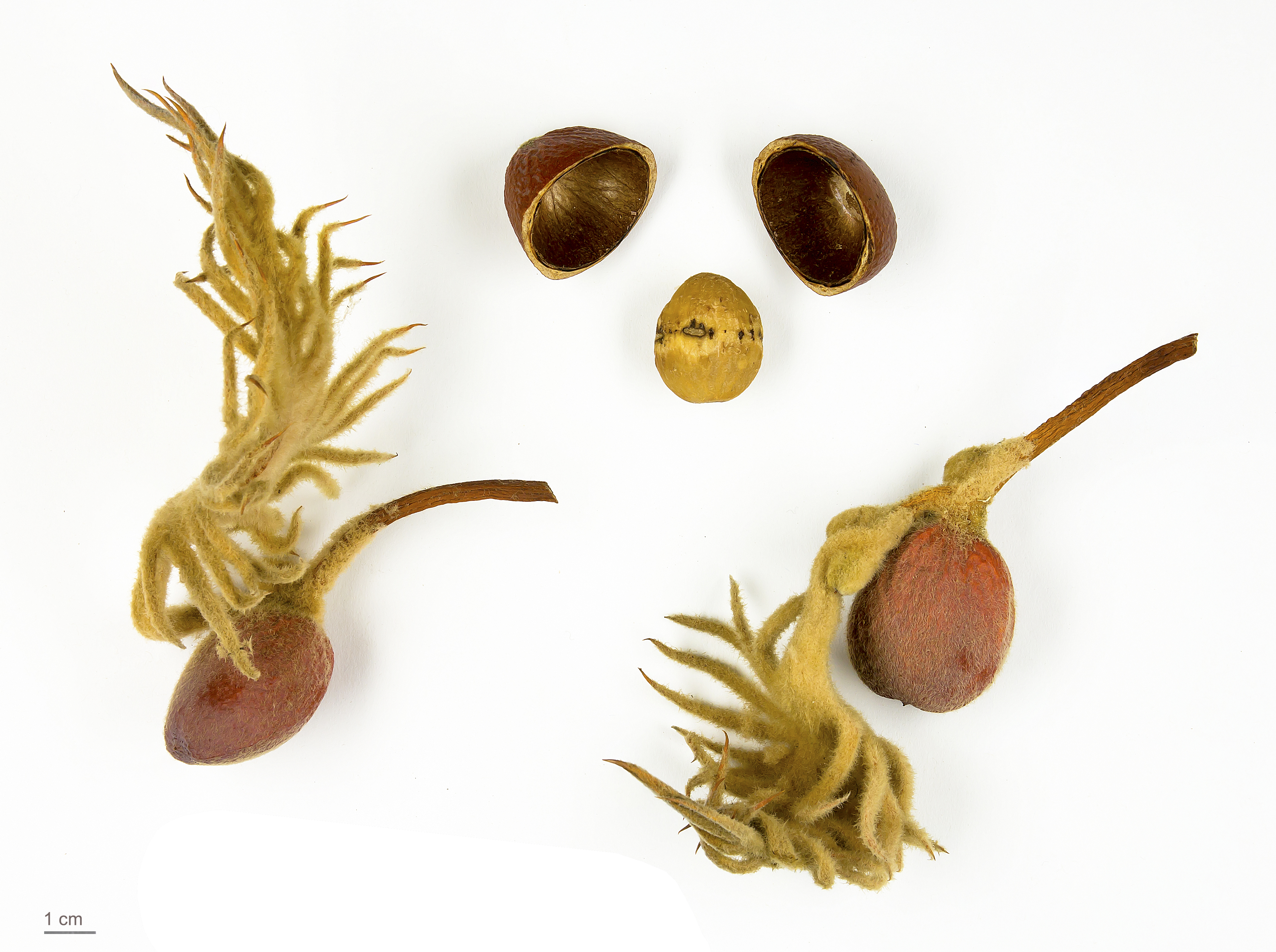
Nasiona

## Zastosowanie

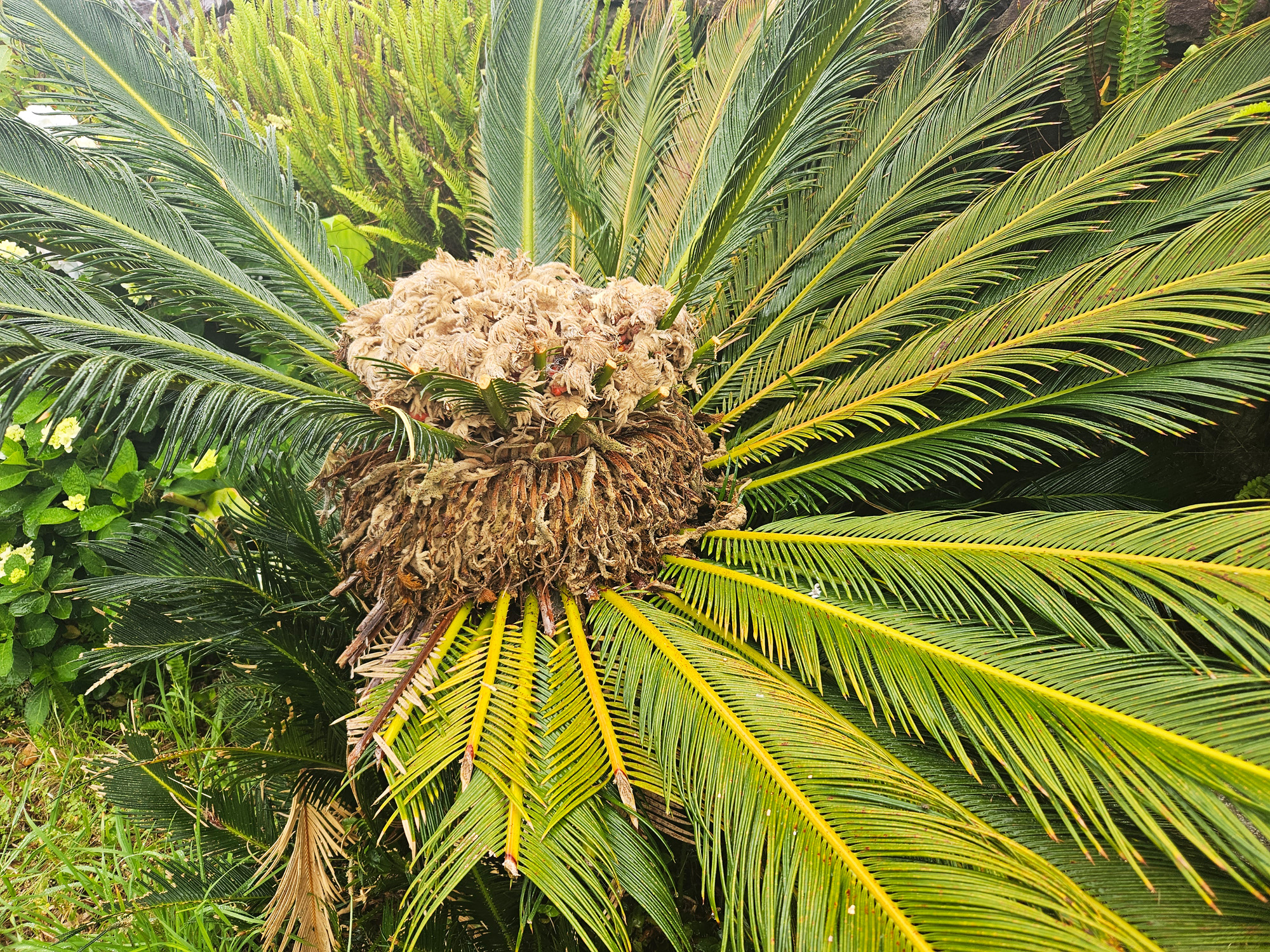
Pokrój rośliny żeńskiej

Roślina ozdobnaPopularna roślina ozdobna, w środkowoeuropejskich warunkach klimatycznych uprawiana jako roślina doniczkowa.

## Uprawa

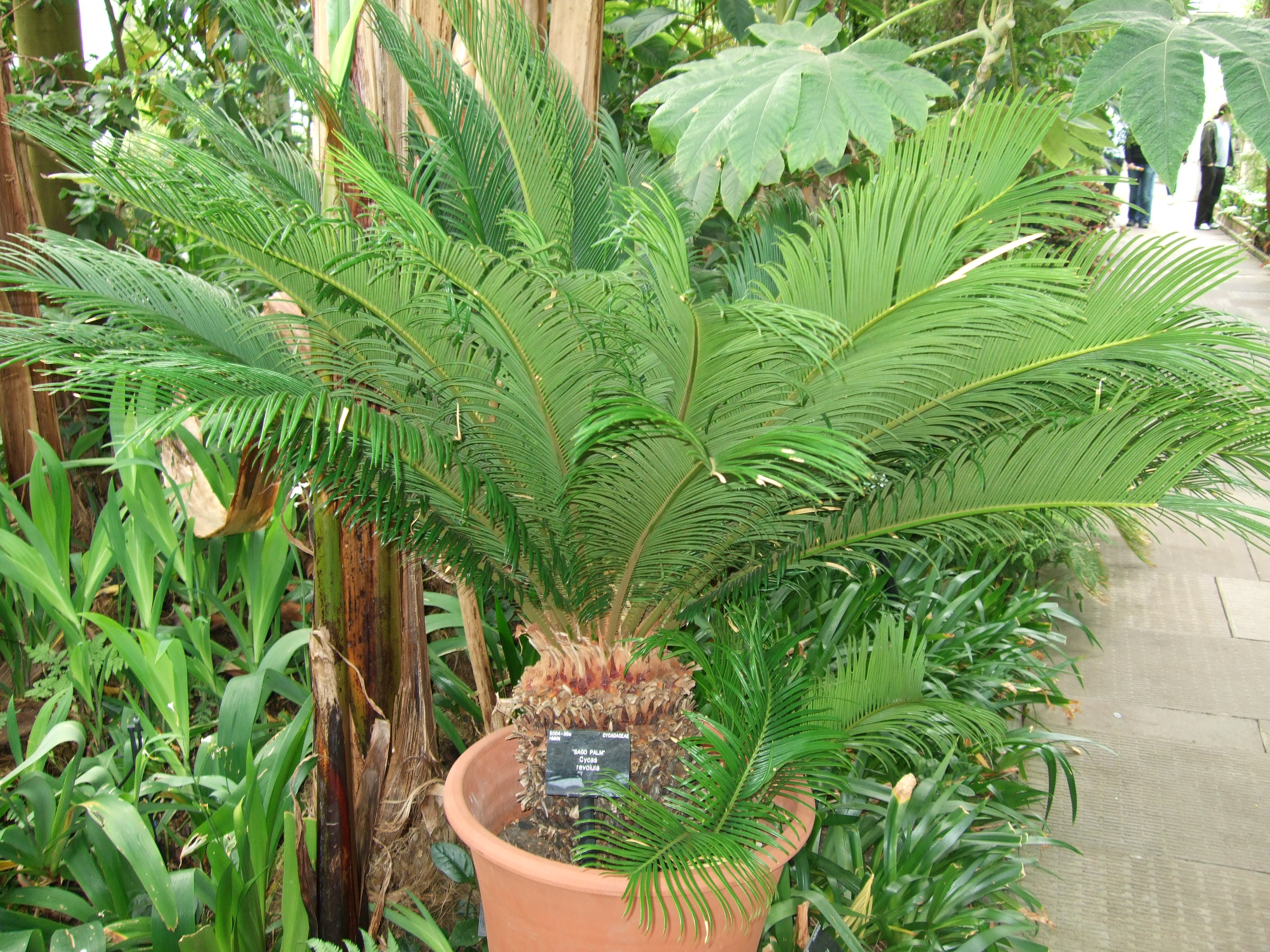
Cycas revoluta w uprawie doniczkowej

Ponieważ nie toleruje spadków temperatur poniżej –5 °C i wymaga latem temperatur 20 °C – 30 °C w warunkach środkowoeuropejskich najlepiej rośnie w cieplarniach, może być też z powodzeniem uprawiany w domach. Roślina wymaga dużo przestrzeni dla swoich rozłożystych liści, dlatego dobrze się czuje tylko w dużych, jasnych pomieszczeniach. Parapet okienny do tego celu się nie nadaje.
PodlewanieSagowca należy podlewać raz w ciągu 10 dni. Nie wolno dopuścić do przesuszenia ziemi. Wskazane jest zraszanie liści około 2 razy w tygodniu. Zimą zalecane jest bardzo rzadkie podlewanie (tzw. przerwa spoczynkowa), średnio raz na miesiąc. Roślina ta wymaga wilgotnego powietrza. Obfite podlewanie jest niewskazane, tak samo jak i silne nawożenie. Zbyt obfite podlewanie może powodować pojawienie się grzyba, gnicie korzenia, częściowe żółknięcie liści.
OświetlenieRoślina wymaga jasnego stanowiska, ale nie można jej narażać na bezpośrednie oświetlenie silnym światłem słonecznym. Uprawa w mieszkaniu może nie zapewnić odpowiedniej ilości światła, szczególnie w ciemnym pomieszczeniu. Roślinę można ustawić w ogrodzie, na tarasie lub balkonie w pełnym słońcu wyłącznie po uprzednim przygotowaniu sagowca do dużej ilości światła. Po zimie należy przyzwyczaić ją do słońca. Niewielkie żółte plamy na liściach, świadczą o poparzeniu słonecznym, które jednak nie jest szczególnie szkodliwe. Takie plamki najczęściej występują od wiosny do połowy lata. Dobrym okresem na wyrastanie nowych liści jest lato. Jeżeli je wypuści późną jesienią, z braku światła będą blade.
PodłożeDla sagowca dobre jest przeciętne podłoże do roślin doniczkowych z dodatkiem gruboziarnistego piasku. Można użyć specjalistycznej ziemi do palm. Doniczka powinna być nie za duża, ponieważ w wielkich doniczkach sagowce źle rosną. Średnica doniczki powinna być niewiele większa od średnicy "cebulki". Roślinę przesadza się dopiero wtedy, gdy pień rozrośnie się tak, że wypełni prawie całą szerokość doniczki. Ponieważ sagowce są wrażliwe na uszkodzenia bryły korzeniowej – przesadzać należy ostrożnie, w przypadku starszych roślin nie częściej niż raz na 4–6 lat.
NawożenieRoślinę powinno się zasilać raz na miesiąc; od kwietnia do października.
RozmnażanieZ nasion lub odrostów, które czasami pojawiają się u podstawy kłodziny. Nasiona są trudno dostępne. Odrosty natomiast (odcinane w czasie spoczynku zimowego) ukorzeniają się łatwo, najlepiej jeśli posadzi się je do małych doniczek w mieszaninę ziemi liściowej z piaskiem.
Problemy w hodowli

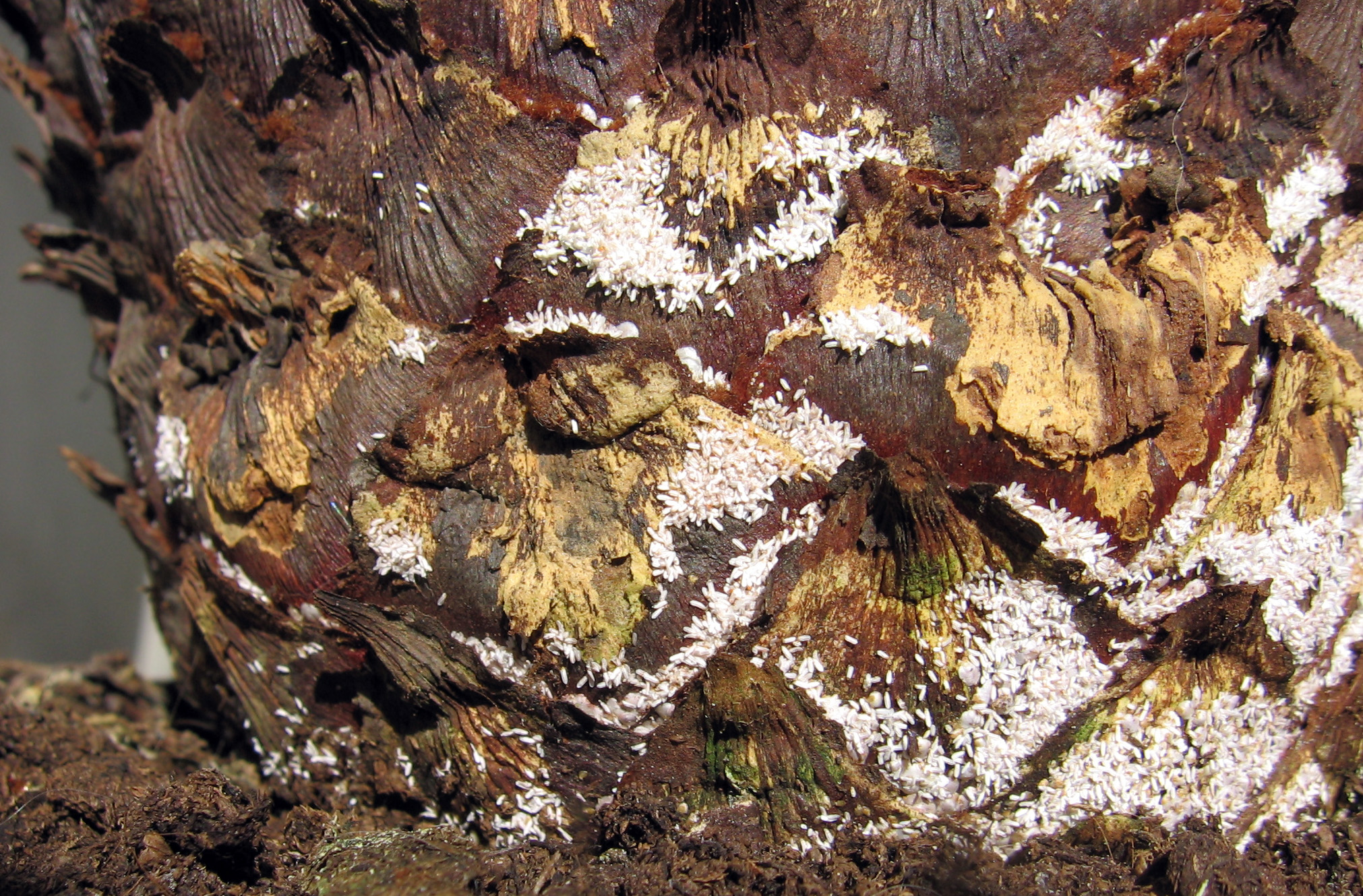
Sagowiec zaatakowany przez grzyby

- Sporadycznie hodowcy mają kłopoty z grzybami saprofitycznymi lub pleśniowymi. Objawia się to w postaci białego nalotu na części lub na całej "cebulce". Dzieje się tak, gdy roślina jest zbyt obficie podlewana. Najprostszym sposobem usunięcia jest starcie nalotu (np. szczoteczką). Można także podlać podłoże preparatem grzybobójczym.
- Jeśli końce listków zasychają oznacza to, że jest zbyt suche powietrze. Powinniśmy wtedy często zraszać roślinę letnią wodą. Suche końce odcinamy.
- Małe, brązowe plamki na ogonkach liściowych wskazują na porażenie misecznikiem. Szkodnika należy starannie zdrapać, natrzeć miejsce żerowania wacikiem nasączonym spirytusem i przemyć wodą.
- Wciornastki powodują utratę kolorów liści i pojawianie się na nich srebrzystych plamek. Do zwalczania szkodnika służą selektywne insektycydy.
- Jeśli roślina nie rośnie, a jej liście żółkną oznacza to, że ma za dużo wody i za mało światła. Należy w takim wypadku ograniczyć podlewanie i przestawić roślinę w lepiej oświetlone miejsce.

## Toksyczność
Wszystkie części rośliny są trujące. Szczególnie wysokie stężenie toksycznej cycazyny występuje w nasionach i młodych liściach. Innymi truciznami obecnymi w tych roślinach są neurotoksyczne aminokwasy, w tym BMAA. Spożycie nasion sagowca jest częstą przyczyną śmiertelnych  zatruć zwierząt domowych, dla których sagowce mogą być ulubionym miejscem zabaw – ponad połowa przypadków takich zatruć u psów i kotów kończy się ich śmiercią, nawet pomimo podjętego leczenia.